# 오버호펜 암 투너제
오버호펜 암 투너제(독일어: Oberhofen am Thunersee)는 스위스 베른주의 툰구에 있는 자치체이다.

## 역사

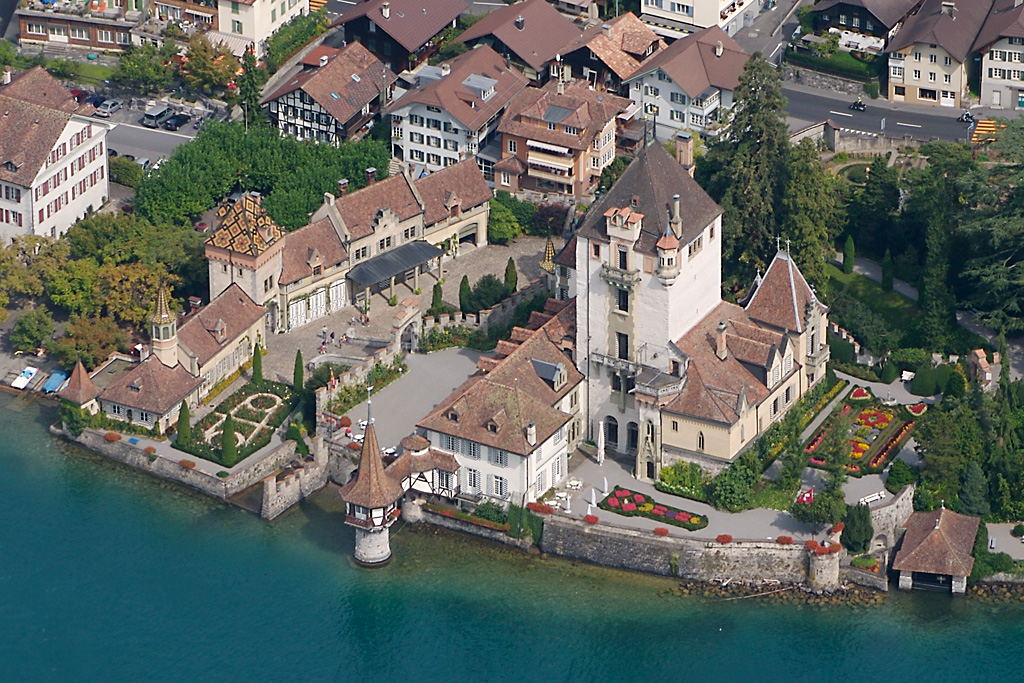
성의 공중 풍경

호버호펜 암 투너제는 1133년에 Obrenhoven으로 처음 언급되었다.
이 지역에서 가장 오래된 정착 흔적은 렝엔샤헨 지역에서 발견된 청동기 시대 유물이다. 이 지역은 폰 오버호펜 남작이 마을 위의 언덕에 성을 지은 중세 시대 초기와 중세 시대 후기까지 사람이 거주했다. 1130년경 남작은 인터라켄 수도원을 설립하고, 그의 땅 일부를 수도원에 기증했다. 몇년 후 그는 마을의 다른 일부를 암졸딩겐 교회에 기증했다. 1200년에 가문의 딸 이타가 폰 에센바흐 가문과 결혼하여 이 가문에게 성과 마을을 주었다. 13세기에 그들은 툰 호수 기슭에 새로운 성을 짓기 시작했다. 1306년 폰 에셴바흐 가문은 오버호펜과 성을 합스부르크 왕가에 팔도록 강요받았다. 합스부르크 왕가는 자신을 위해 지역을 관리할 가신의 계승자를 임명했으며, 특히 툰성을 소유한 키부르크 가문도 임명했다. 1383~84년 부르크도르 퍼크리크에서 키부르크가 패배하고, 1386년 젬파흐 전투에서 합스부르크가 결정적으로 패배한 후 베른은 베른고원의 오스트리아 영토로 확장하기 시작했다. 그들은 1386년에 오버호펜을 점령했고 마침내 1397년에 모든 봉건 토지 소유자로부터 모든 토지와 권리를 구매하거나 찬탈할 수 있었다. 다음 해에 그들은 성과 오버호펜 통치권을 베른 시민인 루트비히 폰 세프티겐에게 매각했다.
다음 세기에 걸쳐 도시, 성 및 통치권은 여러 베른 귀족 가문을 거쳤다. 오버호펜에 있는 폰 에를라흐 가문의 남성 가계가 죽자 베른이 성과 토지를 인수했다. 그들은 오버호펜 영지를 만들고 오버호펜성을 영지 행정 중심지로 전환했다. 1798년 프랑스 침공 이후, 오버호펜 암 투너제는 베른 오버란트의 헬베티아 공화국의 주 일부가 되었다. 공화국의 붕괴와 1803년 중재법 이후 새로 생성된 툰구에 합류했다.
전통적으로 포도원과 와인 생산은 지역 경제의 중요한 부분이었고, 포도는 시의 문장에 나타나 있다. 19세기에는 다른 포도 재배 지역의 공급 증가와 질병 문제로 인해 포도밭이 쇠퇴했다. 1881년에는 0.18k㎡의 포도밭이 있었지만, 1900년에는 4만 ㎡에 불과했고, 1911년에는 시정촌에 포도원이 없었다. 포도 재배의 감소와 제한된 경작지는 19세기 전반에 걸쳐 일반적으로 북미로의 지속적인 이주로 이어졌다. 1936년에 툰 호수 위의 햇볕이 잘 드는 테라스에 몇 개의 작은 포도원을 다시 심었다. 2008년에 지자체의 포도 재배 면적은 총 28,800㎡에 불과했다.
1864년 화재로 도시의 일부가 파괴되었지만, 새로운 개발을 위한 땅이 열렸다. 다음 10년 동안 시정촌은 건강 스파 목적지로 성장했고 1875년 모이 호텔(Logierhaus Moy)이 문을 열었다. 그 뒤를 이어 수십년 동안 다른 여러 호텔, 리조트 및 스파가 있었다. 호수를 따라 있는 도로인 제슈트라세는 1884년에 완공되어 관광객들을 마을로 데려오는 데 도움이 되었다. 제슈트라세 다음에는 1913년 슈테피스부르크 – 툰 트램이 운행되어 오버호펜을 훨씬 쉽게 방문할 수 있었다. 그러나 제1차 세계대전이 발발하면서 관광 산업이 황폐화되었다. 전간기에는 관광 산업은 약간 회복되었지만, 전쟁 이전에 보았던 수준은 아니었다. 호수에 관광 보트를 위한 새로운 부두가 건설되었지만 다른 새로운 건설은 제한적이었다. 관광산업은 제2차 세계대전의 발발로 다시 침체되었고, 1950년까지 회복되지 않았다. 1950년부터 많은 새로운 별장과 해변 산책로가 건설되어 관광객을 시정촌으로 다시 데려왔다. 1970년 오버호펜에 지역 실내 수영장이 문을 열었다. 오늘날 많은 소규모 기업이 지자체에서 운영되고 있지만, 노동력의 약 2/3가 툰 및 베른과 같은 도시로 통근한다.
성은 1803년 이후 개인의 손에 넘어갔고 다음 해에는 여러 명의 소유주가 되었다. 1849-52년에 푸르탈레스(Pourtàles) 가문은 성을 현재의 모습으로 개조하고 확장했다. 1940년에 미국인 윌리엄 마울 메시(William Maul Measy)는 성을 관리하고 유지하기 위해 오버호펜성 재단을 설립했다. 1952년에 그것은 베른 역사박물관의 일부가 되었고, 2년 후 그들은 성에 분관을 열었다.
오버호펜은 항상 힐터핑엔 교구의 일부였으며, 성 앤드류 교구 교회는 실제로 오버호펜 시 경계 내에 있다. 1834년 힐터핑엔과 오버호펜은 두 개의 독립적인 시민 공동체로 분리되었지만, 공통 교구의 일부로 남아 있었다.

## 지리

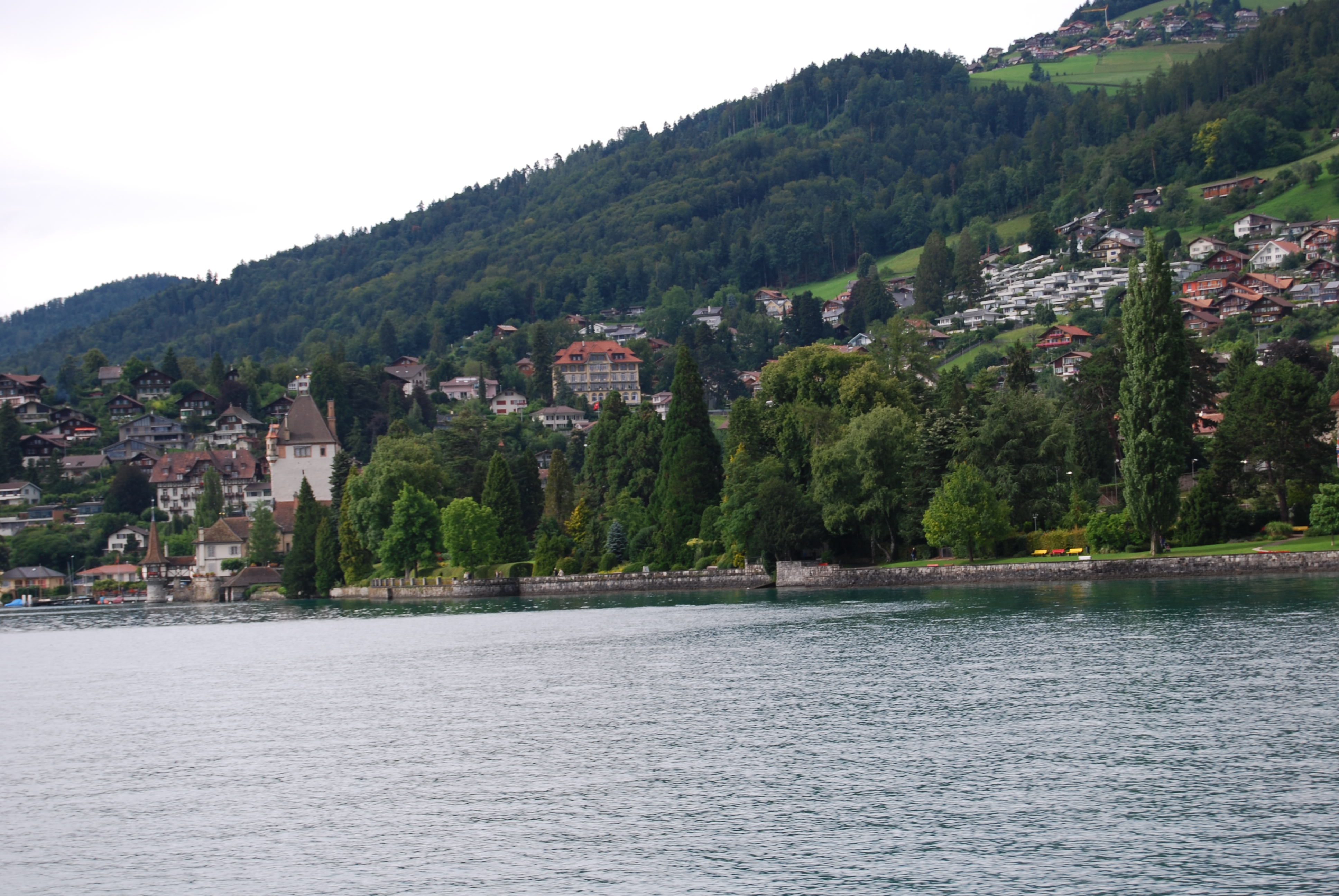
툰호에서 본 오버호펜

오버호펜 암 투너제의 면적은 2.71 k㎡이다. 2004년 조사 기준으로 총 0.55k㎡ (20.2%)가 농업용으로 사용되며, 1.43k㎡ (52.6%)가 산림으로 사용된다. 나머지 시정촌 중 0.76k㎡(27.9%)가 정착(건물 또는 도로), 0.01k㎡ (0.4%)가 강 또는 호수이고 0.02k㎡(0.7%)는 비생산적인 땅이다.
같은 조사에서 주택과 건물이 18.8%, 교통 인프라가 5.1%를 차지했다. 전력 및 수자원 기반 시설 및 기타 특별 개발 지역은 면적의 1.1%를 구성하고 공원, 녹지 및 스포츠 경기장은 2.6%를 구성한다. 전체 토지 면적의 총 51.1%는 삼림이 무성하고 1.5%는 과수원이나 작은 나무 군락으로 덮여 있다. 농경지 중 17.3%는 목초지이고, 2.9%는 과수원이나 덩굴 작물에 사용된다. 시정촌의 모든 물은 호수에 있다.
그것은 툰(아레강이 호수를 떠나는 곳에 위치)에서 약 5km 떨어진 툰 호수(Thunersee)의 북쪽 기슭에 위치하고 있다. 교회에서 마을은 항상 호수를 따라 북쪽에 있는 다음 마을인 힐터핑엔 교구의 한 부분이었다 (힐터핑엔 마을 교회는 실제로 오버호펜 타운십의 일부인 지상에 있다). 남동쪽에 이웃한 마을은 군텐(지그리스빌 타운십의 일부)이고, 북동쪽으로 가파른 산을 오르면 Heiligenschwendi 마을이 있다(도로 연결 없음, 보도만 있음).
2009년 12월 31일에 시정촌의 이전 구역인 툰 행정구가 해산되었다. 다음 날 2010년 1월 1일에 새로 생성된 툰구에 합류했다.

## 인구통계

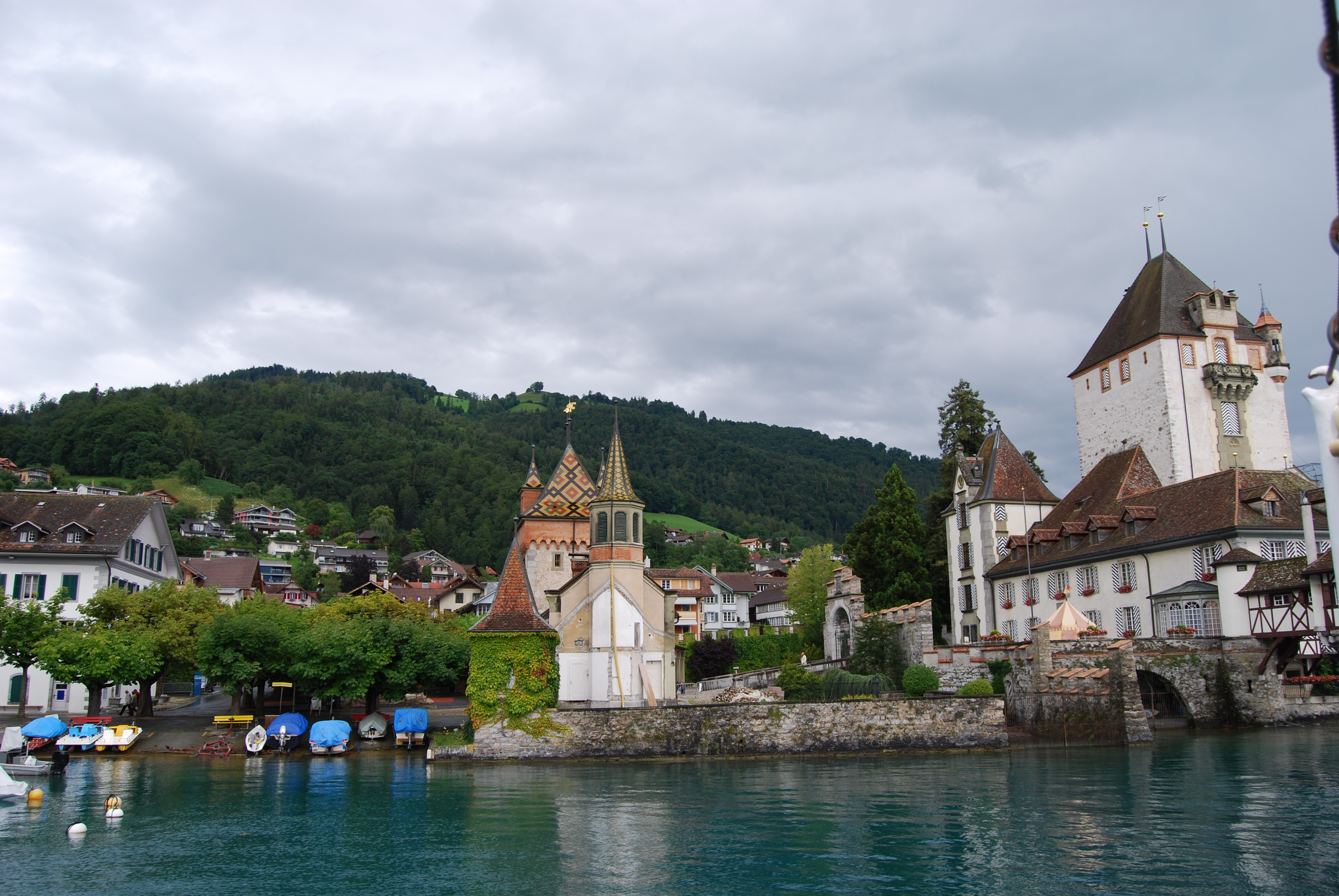
오버호펜과 오버호펜성

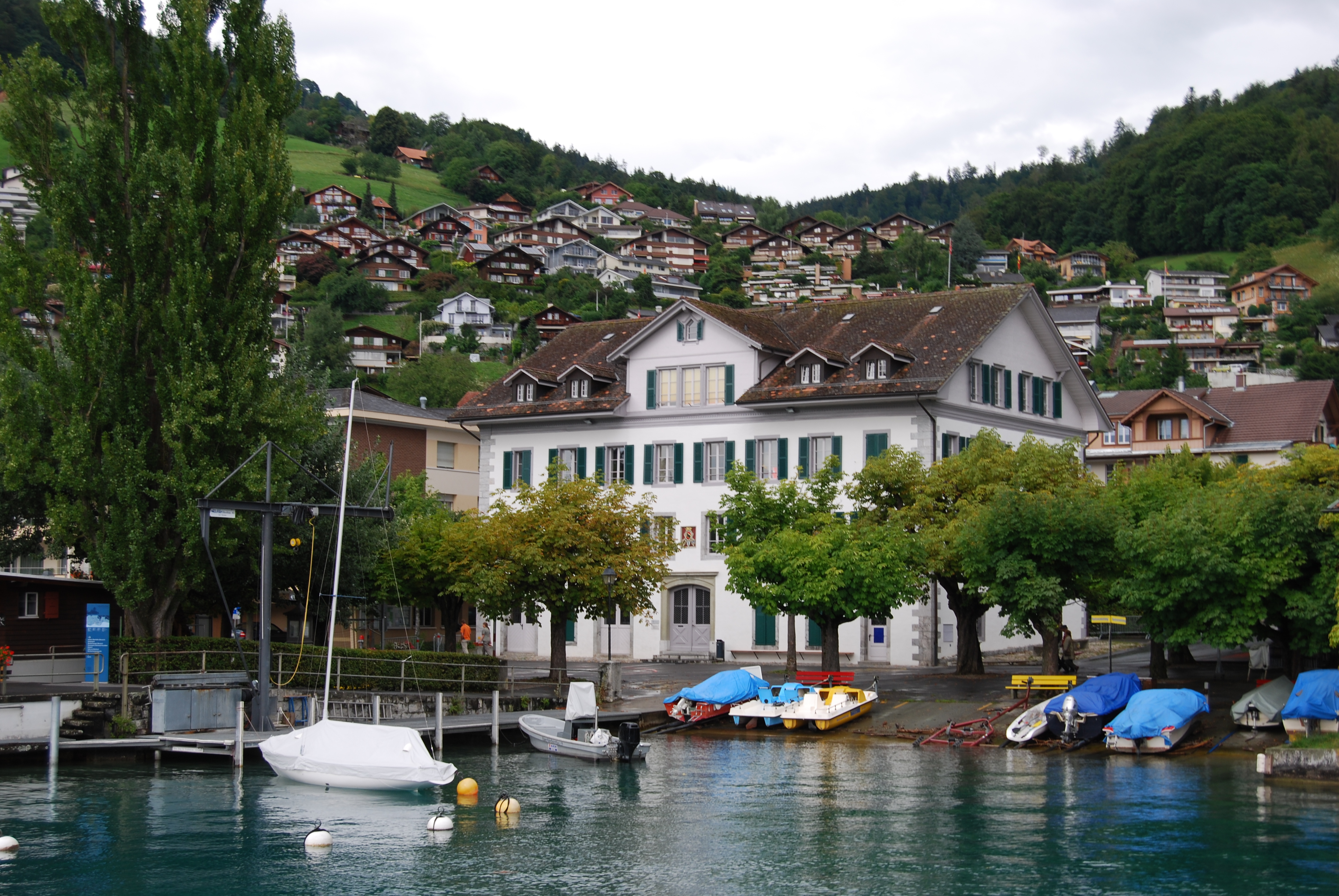
오버호펜과 선착장

오버호펜 암 투너제의 인구(2020년 12월 기준)는 2,445명이다. 2012년 기준으로 인구의 9.5%가 거주하는 외국인이다. 지난 2년(2010-2012) 사이에 인구는 1.4%의 비율로 변경되었다. 이민은 2.2%, 출생 및 사망은 -0.7%를 차지했다.
2000년 기준, 인구 대부분인 2,055명(94.3%)이 독일어를 모국어로 사용하고, 알바니아어가 24명(1.1%)으로 두 번째로 많이 사용하고, 프랑스어가 20명(0.9%)으로 세 번째로 사용된다. 이탈리아어를 할 줄 아는 사람이 7명 있다.
2008년 기준으로 인구는 남성 48.5%, 여성 51.5%이다. 인구는 1,012명의 스위스 남성(인구의 43.4%)과 119명(5.1%)의 비스위스계 남성으로 구성되었다. 스위스 여성은 1,107명(47.4%), 비스위스계 여성은 95명(4.1%)이었다. 지자체의 인구 중 442 또는 약 20.3%가 오버호펜 암 투너제에서 태어나 2000년에 그곳에서 살았다. 같은 주에서 태어난 999명(45.8%)가 있었고, 423명(19.4%)가 스위스 타지에서 태어났다. 그리고 268명(12.3%)가 스위스 밖 외국에서 태어났다.
2012년 기준으로 아동·청소년(0~19세)이 16.3%, 성인(20~64세)이 55.1%, 노인(64세 이상)이 28.7%를 차지한다.
2000년 기준으로 시정촌에 미혼이거나 독신인 사람은 742명이다. 기혼자는 1,086명, 미망인은 193명, 이혼한 사람은 158명이었다.
2010년 기준 1인 가구는 456가구, 5인 이상 가구는 41가구이다. 2000년 기준으로 상시 임대된 아파트는 총 1,023채(전체의 76.8%)였으며, 성수기 아파트는 249채(18.7%), 비어 있는 아파트는 60채(4.5%)였다. 2012년 기준 신규주택 건설률은 인구 1,000명당 1.7세대였다. 2013년 시정촌 공실률은 2.2%였다. 2012년에 단독 주택은 시정촌 전체 주택의 47.1%를 차지했다.
역사적 인구는 다음 차트에 나와 있다.

### 종교
2000년 인구 조사에 따르면 1,535명(70.4%)이 스위스 개혁 교회에 속했고, 243명(11.2%)이 로마 가톨릭 신자였다. 나머지 인구 중 정교회 교인이 6명(인구의 약 0.28%), 크리스찬 가톨릭 교회 교인이 7명(인구의 약 0.32%),  다른 기독교 교회에 속한 개인이 41명(약 1.88%) 있었다. 무슬림은 58명(약 2.66%)이었다. 불교 2명과 힌두교도 2명이 있었다. 227명(인구의 약 10.42%)은 교회에 속하지 않았고, 불가지론자 또는 무신론자였으며, 58명(인구의 약 2.66%)은 질문에 대답하지 않았다.

## 경제

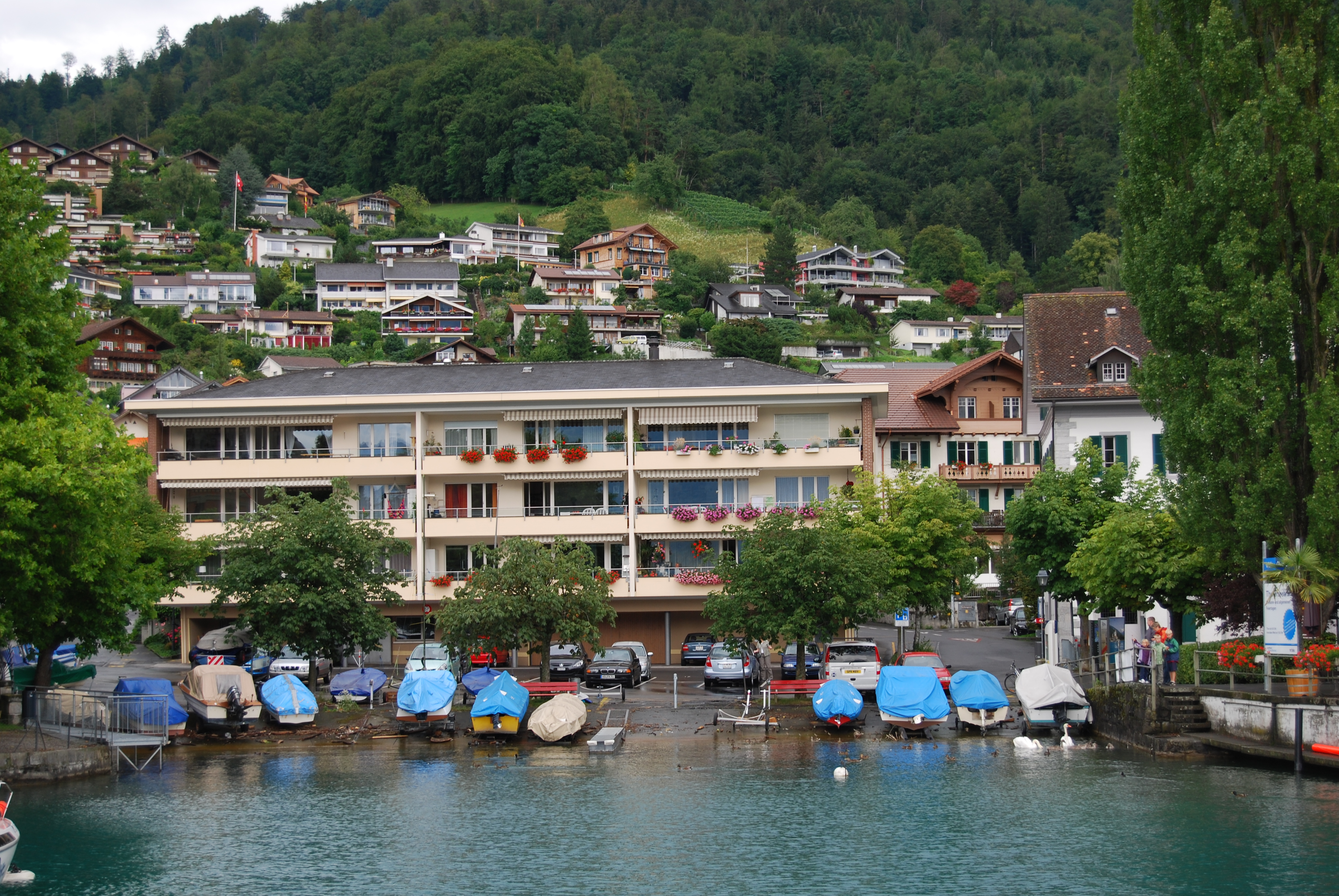
오버호펜 선착장과 주택

2011년 현재 오버호펜 암 투너제의 실업률은 1.88%이다. 2011년 기준으로 시정촌에 고용된 사람은 총 751명이다. 이 중 1차 경제 부문에 20명이 고용되었고, 이 부문에 약 7개 기업이 참여했다. 2차 부문에는 93명의 직원이 있으며, 이 부문에는 28개의 기업이 있다. 3차 부문에는 638명의 직원이 있으며, 이 부문에는 149개의 기업이 있다. 시정촌 주민은 1,107명으로 일정 정도 고용되었으며, 그중 여성이 전체 노동력의 43.0%를 차지하였다.
2008년에는 총 443개의 정규직에 상응하는 일자리가 있었다. 1차 부문의 일자리 수는 14개였으며, 그중 11개는 농업, 2개는 임업 또는 목재 생산이었다. 2차 부문의 일자리 수는 76개로, 그중 14개(18.4%)가 제조업, 61개(80.3%)가 건설업이었다. 3차 부문의 일자리 수는 353개였다. 3차 부문의 경우, 56개(15.9%)는 도소매 또는 자동차 수리업, 6개(1.7%)는 상품의 이동 및 보관, 74개(21.0%)는 호텔 또는 레스토랑, 8개(2.3%)는 정보 산업에 종사했다. 29개(8.2%)는 기술 전문가 또는 과학자, 9 또는 2.5%는 교육, 79 또는 22.4%는 의료 분야에 있었다.
2000년에는 시정촌으로 통근하는 근로자가 305명, 출퇴근한 근로자가 814명이었다. 지자체는 근로자의 순수출 지자체로, 1명이 전입할 때 약 2.7명의 근로자가 지자체를 전출하고 있다. 총 293명의 근로자(지자체의 전체 근로자 598명 중 49.0%)가 오버호펜 암 투너제에 거주하고 일했다. 근로 인구의 23.8%가 대중교통을 이용하여 출퇴근하고, 49.5%가 자가용을 이용하였다.

오버호펜 암 투너제의 지방 및 주 세율은 주에서 가장 낮은 세율 중 하나이다. 2012년 오버호펜 암 투너제의 150,000CHF를 버는 기혼 거주자에 대한 평균 지방 및 주 세율은 11.9%인 반면 미혼 거주자의 세율은 17.8%였다. 비교를 위해 2011년 전체 광저우의 평균 비율은 14.2%와 22.0%인 반면 전국 평균은 각각 12.3%와 21.1%였다.
2010년에 지자체에 총 1,121명의 납세자가 있었다. 그 중 469개가 연간 75,000CHF 이상을 벌었다. 연간 15,000에서 20,000 사이의 수입을 올린 사람이 19명 있었다. 오버호펜 암 투너제에 있는 75,000 CHF 이상 그룹의 평균 수입은 130,730 CHF인 반면, 스위스 전체의 평균은 131,244 CHF였다.
2011년에는 전체 인구의 2.0%가 정부로부터 직접적인 재정 지원을 받았다.

## 국가중요문화재
오버호펜성과 비히터히어 사유지는 국가적으로 중요한 스위스 문화유산으로 등록되어 있다. 오버호펜 암 투너제의 도시화된 마을 전체는 스위스 유산 목록의 일부이다.
역사적으로 오버호펜은 19세기 후반까지 주로 농업 공동체(주로 포도 재배)였다. 오늘날 이곳은 지리적 이점이 있는 다소 부유한 주거 지역이다. 언덕은 남서쪽으로 호수로 기울어져 많은 햇빛을 제공하고, 호수 건너편에 있는 베른 알프스의 높은 고산 봉우리를 덮고 있는 빙하의 장관을 볼 수 있다.
마을의 주요 특징은 중세 시대로 거슬러 올라가는 호숫가의 오버호펜성이지만, 시대에 따라 끊임없이 변화하고 업데이트되었다. 이 성은 오늘날 베른역사박물관의 한 부분을 수용하고 있으며, 많은 희귀 표본 나무가 있는 영국 스타일의 장관을 이루는 호숫가 정원을 보유하고 있다.
성 남쪽의 호숫가에 있는 비히터히어 사유지에는 20세기 지역 예술 전시뿐만 아니라 시계와 기계 음악 박물관(시간 기록 및 기계 음악 박물관)이 있다.

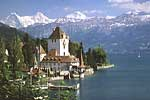
오버호펜성
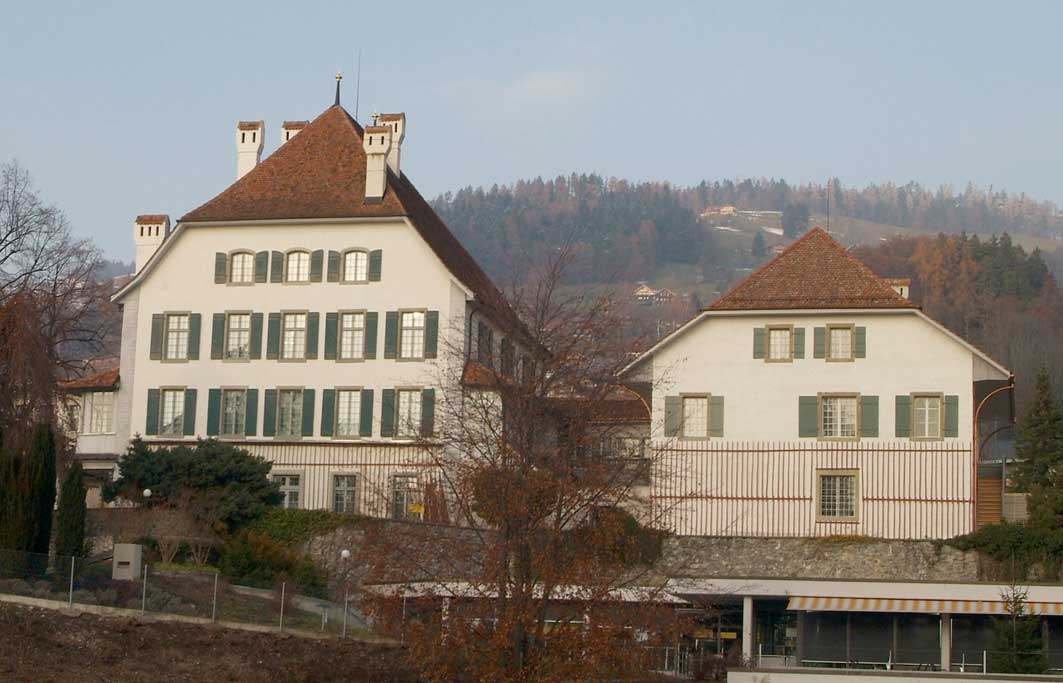
비히터히어 사유지

## 정치
2011년 연방 선거에서 가장 인기 있는 정당은 27.6%의 득표율을 기록한 스위스인민당(SVP) 이었다. 그 다음으로 인기 있는 3개 정당은 자유당(FDP) (16.8%), 보수 민주당(BDP) (16.8%), 사민당(SP) (13.8%)이었다. 이번 연방 총선에서는 총 1,181표가 투표율 64.2%를 기록했다.

## 교육
오버호펜 암 투너제에서는 인구의 약 58%가 비필수 고등교육을 이수했으며, 28.7%가 추가 고등교육(대학 또는 응용학문대학)을 마쳤다. 인구 조사에 나와 있는 어떤 형태의 고등 교육을 이수한 452명 중 68.6%가 스위스 남성, 22.1%가 스위스 여성, 5.3%가 비 스위스 남성, 4.0%가 비 스위스 여성이었다.
베른주 학교 시스템은 1년의 의무 없는 유치원, 6년의 초등학교를 제공한다. 이후 3년 동안의 의무적 중학교 과정을 거쳐 학생들을 능력과 적성에 따라 구분한다. 중학교 이하 학생들은 추가 교육을 받거나 견습 과정에 들어갈 수 있다.
2012-13학년도 동안 오버호펜 암 투너제의 수업에 총 243명의 학생이 참석했다. 시정촌의 독일어 유치원 수업에는 총 36명의 학생이 있었다. 유치원생 중 2.8%는 스위스의 영주권 또는 임시 거주자(시민권 아님)였으며, 5.6%는 교실 언어와 다른 모국어를 사용한다. 지자체의 초등학교에는 독일어 수업을 듣는 207명의 학생이 있었다. 초등학생 중 9.2%는 스위스의 영주권 또는 임시 거주자(시민권 아님)였으며, 12.1%는 교실 언어와 다른 모국어를 사용한다.
2000년 기준으로, 시정촌의 모든 학교에 다니는 학생은 총 191명이다. 이 중 110명은 시에서 거주하며, 학교를 다녔고, 81명은 다른 시에서 왔다. 같은 해에 100명의 주민들이 시외 학교에 다녔다.